# Psalmer i 90-talet
Psalmer i 90-talet från 1994 är ett tillägg till Den svenska psalmboken 1986, utgivet av Verbum förlag 1994. Det är en liten bok med mintgröna pärmar och gul text på framsidan. Numreringen börjar på 801 och boken innehåller 123 psalmer och sånger, mest från nyare tid. Avsikten med tillägget var att fullfölja kyrkomötets intentioner att bredda och fördjupa sången i församlingslivet. Boken blev ett regelrätt tillägg till psalmboken utan avsikter att utvärderas. Materialet arbetades fram av Svenska kyrkans församlingsnämnd, arbetsgruppen i hymnologi under sju år (1986-1993). Bland tonsättarna märks Sven-Erik Bäck, Roland Forsberg och Fredrik Sixten.
Ordförande i arbetsgruppen bakom boken var biskop Jan Arvid Hellström, som också författat och översatt många av psalmerna. Övriga deltagare var:
Komminister Stig Alexandersson (1986–1992)
Musikdirektör Örjan Andersson
Lektor Kerstin Bergman (1986–1988)
Professor Göran Bexell (1986–1987)
Författare Ylva Eggehorn (1992–1993)
Kontraktsprost Börje Engström (1992–1993)
Musikdirektör Lars Hernqvist
Psykolog Siv Lindström
Tonsättare Ingmar Milveden (1986–1990)
Domprost Per-Olof Nisser (1986–1992)
Byrådirektör Gurli Nylund (1986–1989)
Musikdirektör Gun Palmqvist
Sekreterare var musikkonsulenterna Per Harling (1986–1988), Mats Broström (1988–1989), Anders Dillmar (våren 1990) och Monica Wasberg.

## Psalmer under 90-talet

### Lovsång och tillbedjan
801 Kom, lova vår Gud
802 Sjung med glädje till Guds ära
803 Med gåtfulla rymder
804 Vi kommer för vår Gud med sång och jubel
805 De som lever
806 Kom folkslag och raser
807 Halleluja! Ditt lov vi sjunger
808 Som gränslösa vidder
809 Kristus, Herre, alla betrycktas konung

### Fader, Son och Ande
810 Jag tror på en Gud, en enda
811 O Gud, som skapat vind och hav
812 Herren hörde bön i det öde landet
813 Vänd mot källan
814 Fader vår och Fader min
815 Det bästa som hänt mej är Jesus
816 Herre, din son var en timmerman
817 Där Guds Ande är, är frihet
818 Kristus i mig är en källa till liv

### Kyrkan och gudstjänsten
819 Ett heligt arv är kyrkan
820 Trädet och grenen och frukten hör samman
821 Herre, du har anförtrott oss en uppgift i din kyrka
822 Nu, o Gud har stunden kommit
823 Tro kyrka, tro
824 Se, en gåvoflod går fram
825 Ge kyrkan kraft att höras
826 Gå ut med evangelium

#### Nattvard
827 Allas ögon väntar på dig
828 Du är bröd
829 Vilket stort mysterium
830 Vårt altarbord är dukat
831 Kring detta bord

#### Dop
832 Sov du lilla
833 När du går från dopets källa

#### Vigsel
834 Se, livet vill blomma

#### Välsignelsen
835 Du vänder ditt ansikte till mig

### Kyrkans år

#### Advent
836 Hosianna, Davids son
837 Vi tänder ett ljus

#### Jul
838 Det folk som vandrar i mörkret
839 Nu har Kristus kommit
840 Du ropar på oss, Gud
841 Tänk om jag hade fått vara med
842 Stjärnorna spänner en båge

#### Kyndelsmässodagen
843 Barn och stjärnor

#### Jungfru Marie Bebådelsedag
844 Jag vill prisa herren Gud
845 Vi sjunger med Maria

#### Påsktiden
846 Välsigna du vårt påskalamm
847 Graven ligger tom
848 När det var som allra mörkast
849 Din Herre lever
850 Han är hos er

#### Pingsttiden
851 Stilla Ande, milda Ande
852 Hennes starka vingar bär

#### Domen och klarheten
853 En dag skall Herrens skapardrömmar möta

#### Ängladagar
854 I en värld full av kosmiska under

#### Lucia
855 Mot den mörka vinterhimlen (Psalm på Luciadagen)

### Dagen och årets tider

#### Morgon
856 Här är världen se den vakna
857 Vi ger dig denna nya dag, o Herre

#### Kväll
858 Nu sjunker sol i hav
859 Ingen stund är såsom denna
860 Så går jag nu till vila trygg

#### Vinter
861 Din skönhet, som i vintern bor

#### Vår
862 Fylld av längtan vaknar våren

#### Sommar
863 Över berg och dal
864 Se, nu stiger solen
865 När dagen fylls av fågelsång

### Gemenskapen med Gud och Kristus

#### Guds närhet
866 Du är större än mitt hjärta
867 Gud mäter sin styrka
868 Jag ägde allt

#### Kristus i världen
869 En vanlig dag
870 Gud, du andas genom allt
871 Kristus är här
872 "Maria" sa' Judas
873 Du har öppnat vägen

#### Bön
874 Människan lever en liten tid (Allt vi behöver för att leva)
875 När sorgen känns tung
876 Som ett sandkorn i en öken

#### Försoning
877 Han kom från ett främmande land
878 Herre, du vandrar försoningens väg

#### Förströstan
879 Inte en sparv
880 Som bonden tar ett fång
881 Som när ett barn kommer hem
882 Du har aldrig begärt av mig
883 Ty glädjen

### Tillsammans på jorden

#### Ansvaret
884 Allt som lever, som är hotat
885 Stjärnorna tindrar och lyser
886 För livets skull
887 Gud, vår jord är gjord av dig
888 Jorden är Herrens
889 Du äger inte jorden

#### Fred, rättvisa och solidaritet
890 Vi ropar till Gud
891 En vapenlös Kristus är farlig
892 Och varje mänska
893 Invid Babels flod
894 På vägarna ute i världen
895 Guds kärlek färdas här

#### Sjukdom, lidande och nöd
896 Mitt i allt det meningslösa
897 Nu då jag är förd åt sidan
898 Var stark min själ i denna tid
899 Var inte rädd för mörkret
900 När livet inte blir som vi har tänkt oss
901 Den mörka floden

#### Livets gåva och gräns
902 Som en blomma vissnad
903 Som liljan på sin äng
904 Mästaren är här
905 Vi skall se dig
906 Amen! Lovet och priset

### Psaltarpsalmer och Cantica
907 Till dig, Herre, tar jag min tillflykt
908 Smaka och se
909 Var mig nådig
910 Lova Herren ni hans änglar
911 Det är gott att tacka Herren
912 Höj jubel till Herren
913 Jag vill lovsjunga Herren
914 Välsignat vare Herrens namn
915 Jag vill taga frälsningens bägare
916 Utrannsaka mig, Gud
917 Halleluja, Herren lever
918 De som sår under tårar
919 Ur djupen ropar jag till dig, Herre
920 Jag är livets bröd
921 Herre, förbarma dig
922 Halleluja (grekisk)
923 Halleluja (O'Carrol & Walker)

### Fotnoter
1. ↑  19 maj 2000. ”Psalmer i 90-talet”. Svenska kyrkan. Arkiverad från originalet den 6 oktober 2017. https://web.archive.org/web/20171006162223/https://www.svenskakyrkan.se/km-2000/betankanden/G2000-04-webb.htm. Läst 6 oktober 2017.